# Zlogona Gora
Zlogona Gora je naselje v Občini Oplotnica.